# Mikulovická hora
Mikulovická hora je pahorek, jehož vrchol dosahuje nadmořské výšky 586 m n. m., ležící v těsném sousedství vesnice Mikulovice v okrese Třebíč. Nejbližším městem je Třebíč. Od jejího jižního okraje v místní části Borovina je vzdálen 4, 6 km jižním směrem.
Pahorek je patrně sopečného původu a na jeho úpatí se dříve v několika lomech těžila žula, konkrétně pak třebíčský syenit. Dnes jsou již lomy opuštěné.
Pod západním návrším vede železniční trať číslo 241, která se zde kříží se silnicí III/36064.